# Frontera entre Rússia i el Japó
La frontera entre Rússia i el Japó és la frontera marítima que separa de facto les aigües territorials d'ambdós estats. Segons l'agència de fronteres de Rússia, la longitud de la frontera és de 194,3 km.

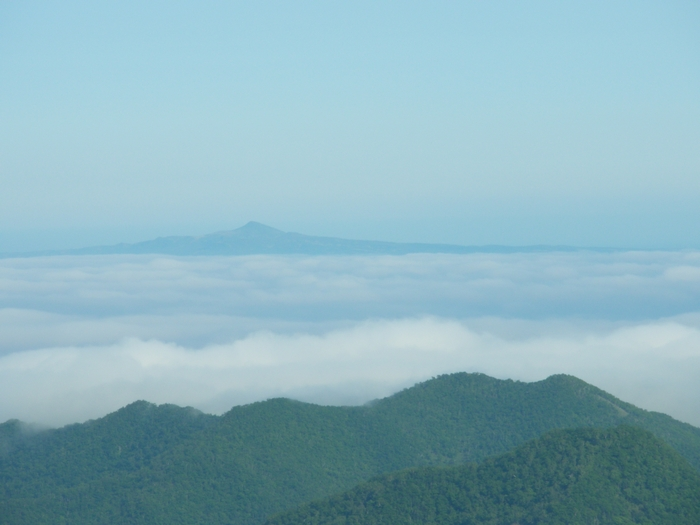
L'illa de Kunashir, controlada pe Rússia, vista des de la península de Shiretoko al Japó

Els dos països no comparteixen una frontera terrestre, encara que entre 1905 i 1945 l'Imperi Rus i, més tard, l'URSS, tenien una frontera terrestre amb Japó a l'illa de Sakhalín.

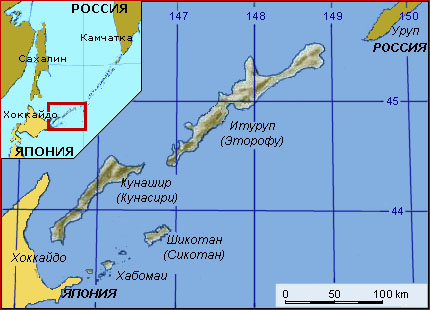
Illes Kurils en conflicte

## Història
La frontera entre Rússia i Japó ha canviat diverses vegades durant els últims 200 anys.
El Tractat de Shimoda (1855) va dividir les illes Kurils, creant una frontera marítima entre el japonès Etorofu al sud i la russa Urup al nord. El tractat no va determinar l'estatut de Sakhalín.
El Tractat de Sant Petersburg (1875) va assignar l'illa de Sakhalín a Rússia i totes les illes Kurils al Japó. Així, durant els següents 30 anys, la frontera marítima entre els dos imperis va córrer al llarg de l'estret de La Pérouse (entre Hokkaido i Sakhalin) i el estret de les Kurils (entre el Kamchatka rus) i l'illa Shumshu de les Kurils).
Durant la Guerra russojaponesa, Japó va aconseguir la invasió i ocupació de tot Sakhalin durant algunes setmanes al juliol de 1905. Pel Tractat de Portsmouth, que va concloure la guerra, Rússia va cedir la meitat sud de Sakhalín al Japó, mentre que les tropes japoneses es van retirar de la seva meitat nord; per tant, els dos països van compartir per primer cop la seva història una frontera terrestre, que va córrer al llarg del paral·lel 50° nord a tota l'illa de Sakhalín, des de l'estret de Tatària fins al mar d'Okhotsk.
Tot i que Japó va ocupar la part septentrional de Sakhalín entre 1920 i 1925, durant i després de la Guerra Civil Russa, el control soviètic al nord de Sakhalín es va establir el 1925 i el paral·lel 50° nord es va convertir en la frontera entre el Japó i l'URSS.
Des que l'imperi japonès va incorporar Corea en 1910, la curta frontera russocoreana es va convertir també en part de la frontera entre els imperis japonès i rus, i més tard (fins a 1945), entre l'Imperi japonès i l'URSS.
La frontera terrestre a Sakhalín va ser creuada per l'exèrcit soviètic a l'agost de 1945, mentre els marines soviètics van aterrar als Kurils. Com a conseqüència de la curta Guerra Soviètico-Japonesa (1945), tot el Sakhalin i les Kurils es van convertir de facto (i de iure, sota la llei soviètica) en part de l'URSS i part constituent de la RSFSR. Tot i que l'URSS i el Japó van restablir les relacions diplomàtiques una dècada més tard (la Declaració conjunta soviètico-japonesa de 1956, no s'ha signat cap acord de pau o acord marítim entre els dos països.

## Descripció
L'actual frontera de facto (i, des del punt de vista rus, també de iure) entre Rússia i el Japó segueix diversos estrets marítims: l'estret de La Pérouse, l'estret de Nemuro i l'estret d'Izmeni (estret de Notsuke) i l'estret de Sovietski, que separen Sakhalín i les illes Kuriles de l'illa japonesa de Hokkaido. Des del punt de vista del Japó, la frontera de iure passa per l'estret de La Pérouse i l'estret de Vries.

## Disputes territorials
Japó reclama el grup meridional de les illes Kurils (v. Iturup, Shikotan, Kunashir i Habomai), que han estat capturades i incorporades a la Unió Soviètica el 1945. Rússia tracta les illes com a part integrant del país.

## Punts de pas
No hi ha punts de pas fronterers a la frontera entre Rússia i Japó, ja que és una frontera purament marítima. Durant l'existència de la frontera terrestre a Sakhalín (1905-1945), era creuada per una carretera.